# Östersjöinstitutet
Östersjöinstitutet (på engelska The Baltic Institute) var en svensk statlig stiftelse för samarbete och idéutbyte mellan länderna runt Östersjön, främst rörande tidigare Sovjetunionen. Det grundades 1991 som en förening, blev under regeringen Bildt 1994 en stiftelse med säte i Karlskrona, men lades ner 2003 efter att Utrikesdepartementet under regeringen Persson hade dragit in anslagen.
Bakgrunden till nedläggningen är att EU-toppmötet 13 december 2002 i Köpenhamn beslutade att Europeiska unionen den 1 maj 2004 skulle få tio nya medlemmar, däribland fyra länder runt Östersjön: Estland, Lettland, Litauen och Polen. För dessas räkning behövdes inte längre några särskilda samarbetsorgan. Kvar i regionen av tidigare sovjetländer var bara Ryssland och Belarus.
En statlig utredning (SOU 2004:124) under ledning av Ulf Dinkelspiel föreslog inrättandet, åtminstone för en period av tre år, av ett "Östersjöcentrum i Visby" som delvis skulle fortsätta Östersjöinstitutets arbete, samtidigt som "Östersjömiljardsekretariatet" skulle avveckla sin verksamhet. Regeringen med infrastrukturminister Ulrica Messing och samordningsminister Pär Nuder stödde förslaget.